# وستربوتنز فولکبلاد
وستربوتنز فولکبلاد (به سوئدی: Västerbottens Folkblad) یک روزنامه به زبان سوئدی است که در شهر امئو چاپ می‌شود.
این روزنامه در سال ۱۹۱۷ برای اولین بار چاپ شده است و اخبار منطقه وستربوتن را با ۱۲٬۳۰۰ نسخه پوشش میدهد.